# Шервуд (Вісконсин)
Шервуд (англ. Sherwood) — селище (англ. village) в США, в окрузі Калумет штату Вісконсин. Населення — 3271 особа (2020).

## Географія
Шервуд розташований за координатами 44°10′37″ пн. ш. 88°16′30″ зх. д. / 44.17694° пн. ш. 88.27500° зх. д. (44.176933, -88.275019).  За даними Бюро перепису населення США в 2010 році селище мало площу 9,10 км², з яких 8,95 км² — суходіл та 0,15 км² — водойми.

## Демографія
Згідно з переписом 2010 року, у селищі мешкало 2713 осіб у 986 домогосподарствах у складі 830 родин. Густота населення становила 298 осіб/км².  Було 1027 помешкань (113/км²).
Расовий склад населення:
| - 96,8 % — білих - 0,8 % — азіатів - 0,5 % — корінних американців - 0,5 % — чорних або афроамериканців |

До двох чи більше рас належало 1,0 %. Частка іспаномовних становила 1,5 % від усіх жителів.
За віковим діапазоном населення розподілялося таким чином: 28,1 % — особи молодші 18 років, 61,7 % — особи у віці 18—64 років, 10,2 % — особи у віці 65 років та старші. Медіана віку мешканця становила 40,0 року. На 100 осіб жіночої статі у селищі припадало 99,6 чоловіків;  на 100 жінок у віці від 18 років та старших — 98,1 чоловіків також старших 18 років.
Середній дохід на одне домашнє господарство  становив 100 005 доларів США (медіана — 95 993), а середній дохід на одну сім'ю — 105 824 долари (медіана — 101 579). Медіана доходів становила 66 705 доларів для чоловіків та 50 333 долари для жінок. За межею бідності перебувало 2,5 % осіб, у тому числі 1,8 % дітей у віці до 18 років та 3,9 % осіб у віці 65 років та старших.
Цивільне працевлаштоване населення становило 1435 осіб. Основні галузі зайнятості: освіта, охорона здоров'я та соціальна допомога — 23,0 %, виробництво — 20,1 %, фінанси, страхування та нерухомість — 10,2 %, роздрібна торгівля — 8,1 %.